# Pfandrecht (Deutschland)
Das Pfandrecht ist im deutschen Zivilrecht ein beschränktes dingliches Recht. Es entsteht durch Vertrag oder kraft Gesetzes an einem Gegenstand und schützt die Durchsetzbarkeit einer Forderung vor dem Zahlungsausfall des Schuldners. Zu diesem Zweck erlaubt das Pfandrecht dem Forderungsgläubiger, seine Forderung durch Verkauf des verpfändeten Gegenstands zu befriedigen; grundsätzlich erfolgt dies durch öffentliche Versteigerung.
Das Pfandrecht ist streng akzessorisch, also in Bestand, Übertragung und Durchsetzung von der zu sichernden Forderung abhängig. Es kann an beweglichen Sachen und an Rechten durch vertragliche Vereinbarung oder gesetzliche Anordnung bestellt werden. Pfandrechte an unbeweglichen Sachen, etwa Hypothek und Grundschuld, werden als Grundpfandrechte bezeichnet und unterliegen gesonderten Regelungen. Entsprechendes gilt für Schiffe, die mit Schiffshypotheken belastet werden können.
Das Bürgerliche Gesetzbuch (BGB) regelt in § 1204 bis § 1259 ausführlich das Pfandrecht an beweglichen Sachen als Grundtyp des Pfands. Hierauf baut das Pfandrecht an Rechten auf. Diesbezüglich existieren allerdings in § 1273 bis § 1296 BGB vorrangige Sonderregeln. Eine weitere Form des Pfandrechts stellt das in § 804 der Zivilprozessordnung (ZPO) geregelte Pfändungspfandrecht dar, das im Rahmen der Zwangsvollstreckung entsteht.
In der Praxis werden die Anforderungen an die Bestellung von Pfandrechten oft als umständlich empfunden. Daher wurde das Pfandrecht in vielen Anwendungsbereichen durch andere Sicherungsmittel abgelöst, insbesondere durch die Sicherungsübereignung und die Sicherungsabtretung.

## Entstehungsgeschichte und Wesen des Pfandrechts
Das römische Recht kannte zwei Arten des Pfandrechts an Sachen: Das besitzgebundene pignus und die besitzlose hypotheca. Diese Rechte konnten an beweglichen wie unbeweglichen Sachen bestellt werden. Auch das mittelalterliche deutsche Recht sah die Möglichkeit vor, bewegliche und unbewegliche Sachen zu verpfänden; die Besitzverschaffung war hierfür zunächst nicht zwingend erforderlich. Das Bedürfnis des Geschäftsverkehrs nach Rechtssicherheit führte jedoch dazu, dass das besitzlose Pfandrecht als zu unsicher empfunden wurde, da dessen Inhaber letztlich darauf vertrauen musste, dass der Schuldner keine weiteren Pfandrechte an der Sache bestellt hat. Daher verschärften sich die Anforderungen an die Publizität. Im Zuge dessen entwickelten sich die Voraussetzungen der Verpfändung beweglicher und unbeweglicher Sachen auseinander: Die vertragliche Bestellung eines Pfands an einer beweglichen Sache erforderte im Regelfall, dass der Pfandgläubiger den Besitz an der Pfandsache erlangt. Für die Verpfändung einer unbeweglichen Sache war dies oft nicht erforderlich, stattdessen musste die Verpfändung in ein öffentlich geführtes Register eingetragen werden. Dies führte letztlich zur Entwicklung der Grundpfandrechte als eigene Kategorie von Sicherungsrechten.

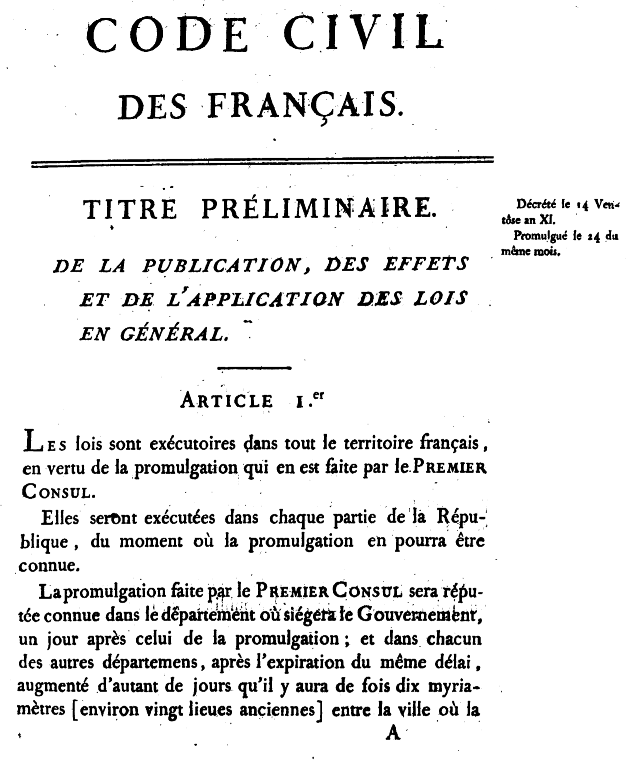
Erstausgabe des Code civil von 1804, erste Seite

Die Rezeption des römischen Rechts in Europa führte zunächst zu einem Wiederaufleben des besitzlosen Pfandrechts an beweglichen Sachen. Aus Gründen der Rechtssicherheit wurde dieses jedoch später zugunsten des besitzgebundenen Pfands weitgehend aufgegeben. Nach der Preußischen Hypothec- und Concursordnung von 1722 erforderte die Entstehung eines Pfandrechts die Übergabe der verpfändeten Sache; dieses Gesetz folgte also dem Faustpfandprinzip. Ebenso verhielt es sich im Preußischen Allgemeinen Landrecht von 1794. Das Faustpfandprinzip lag weiterhin zahlreichen Gesetzen des 19. Jahrhunderts zugrunde, etwa dem französischen Code civil, dem österreichischen Allgemeinen bürgerlichen Gesetzbuch und dem Allgemeinen Deutschen Handelsgesetzbuch. Auch die Verfasser des im Januar 1900 in Kraft getretenen BGB gingen davon aus, dass die Entstehung eines Pfandrechts grundsätzlich voraussetzt, dass der Gläubiger Besitz an der Pfandsache erlangt. Die Regeln des BGB über das Pfandrecht blieben bis heute im Wesentlichen unverändert.
Beim Pfandrecht handelt es sich wegen seiner Platzierung im dritten Buch des BGB und seiner Bindung an eine Sache um ein dingliches Recht. Es bietet dem Gläubiger einer Forderung die Möglichkeit, sich durch Verwertung des Pfandgegenstands zu befriedigen. In der Zwangsvollstreckung berechtigt es seinen Inhaber zur Klage auf vorzugsweisen Befriedigung aus dem Pfand (§ 805 ZPO). Hierdurch kann der Pfandgläubiger sicherstellen, dass mit dem Erlös aus der Verwertung der Pfandsache zunächst seine Forderung erfüllt wird. Das besitzgebundene Pfandrecht ermöglicht seinem Inhaber darüber hinaus, die Vollstreckung in die Pfandsache durch einen anderen Gläubiger mit der Drittwiderspruchsklage nach § 771 ZPO abzuwehren. In der Insolvenz des Schuldners berechtigt das Pfandrecht gemäß § 50 Abs. 1 der Insolvenzordnung zur Absonderung.

## Entstehung eines Pfandrechts an einer beweglichen Sache (Fahrnispfand)

### Vertragliches Pfandrecht (Faustpfand)

#### Bestehen einer zu sichernden Forderung
Pfandrechte an beweglichen Sachen, auch als Fahrnispfand bezeichnet, lassen sich anhand ihrer Entstehungsvoraussetzungen in drei Gruppen einteilen: vertragliche Pfandrecht, gesetzliche Pfandrechte und Pfändungspfandrechte. Den gesetzlichen Regelfall stellt das als Faustpfand bezeichnete vertragliche Pfandrecht dar.
Gemäß § 1204 Abs. 1 BGB wird das Faustpfand zur Besicherung einer Forderung bestellt. Seine Entstehung setzt daher voraus, dass eine zu besichernde Forderung besteht. Hierin zeigt sich die Akzessorietät des Pfandrechts. Ist die besicherte Forderung nichtig, etwa wegen Sittenwidrigkeit (§ 138 BGB), kann kein Pfandrecht für sie bestellt werden. Wurden allerdings bereits Leistungen auf Grundlage der nichtigen Forderung erbracht, kann das Pfand Ansprüche aus ungerechtfertigter Bereicherung absichern.
Die besicherte Forderung muss ihrem Inhalt nach beim Pfandverkauf in eine Geldforderung übergehen können, da nur eine solche Forderung im Rahmen der Pfandverwertung erfüllt werden kann.
Gemäß § 1204 Abs. 2 BGB kann das Pfandrecht auch zur Sicherung einer künftigen oder bedingten Forderung bestellt werden. Das setzt voraus, dass die Entstehungsgrundlage der Forderung bestimmbar ist. Die Vereinbarung, dass das Pfand alle gegenwärtigen und künftigen Forderungen zwischen den Parteien sichert, genügt hierfür. Nach überwiegender Auffassung entsteht ein Pfandrecht für eine künftige Forderung zu dem Zeitpunkt, in dem die weiteren Voraussetzungen des Pfandrechts vorliegen. Ein Verwertungsrecht erwirbt der Forderungsgläubiger jedoch erst, wenn die Forderung zur Entstehung gelangt. Von praktischer Bedeutung ist die Besicherung künftiger Forderungen im Bankwesen.
Sobald das Pfandrecht für eine Forderung bestellt worden ist, können die Parteien die Forderung nicht nachträglich austauschen, da dies die Durchsetzung des Akzessorietätsprinzips gefährdete. Ob die besicherte Forderung nachträglich erweitert werden kann, ist in der Rechtswissenschaft strittig. Für diese Möglichkeit wird angeführt, dass das Gesetz in § 1210 Abs. 1 S. 2 BGB die Erweiterung lediglich für bestimmte Fälle ausdrücklich ausschließt. Dagegen wird vorgebracht, dass dies nachrangige Pfandgläubiger benachteiligte.
Nach dem gesetzlichen Leitbild ist der Schuldner der besicherten Forderung zugleich Eigentümer der verpfändeten Sache (§ 1248 BGB); dies ist jedoch nicht zwingend, sodass ein Eigentümer sein Eigentum auch zur Besicherung einer fremden Forderung verpfänden kann. Anders verhält es sich auf Gläubigerseite: Pfandrechtsinhaber und Forderungsgläubiger müssen personenidentisch sein, da andernfalls Forderung und Pfandrecht auseinanderfielen. Dies wäre mit dem Prinzip der Akzessorietät nicht vereinbar.

#### Einigung über die Pfandbestellung
Gemäß § 1205 Abs. 1 S. 1 BGB müssen sich Pfandgläubiger und Eigentümer der Pfandsache über die Bestellung des Pfandrechts vertraglich einigen. Die Einigung kann sich auf die Belastung einer Sache selbst oder gemäß § 1258 BGB auch am Miteigentum an einer solchen beziehen. Der sachenrechtliche Bestimmtheitsgrundsatz erfordert, dass sich die Parteien auf die Belastung eines bestimmten Objekts verständigen. Eine Sachgesamtheit als solche, etwa eine Bibliothek oder ein Warenlager mit wechselndem Bestand, kann daher nicht verpfändet werden. Möglich ist aber die Verpfändung mehrerer Sachen unter einer Sammelbezeichnung; dann entsteht an jeder von der Bezeichnung erfassten Sache individuell ein Pfandrecht.

#### Übergabe der Pfandsache
Weiterhin setzt § 1205 Abs. 1 S. 1 BGB voraus, dass der Eigentümer dem Pfandgläubiger die Pfandsache übergibt. Dadurch soll der Rechtsverkehr erkennen können, dass der Eigentümer über die Sache nicht ungehindert verfügen kann. Hierin zeigt sich das sachenrechtliche Publizitätsprinzip, das insbesondere dem Schutz anderer Gläubiger dient. Wird das Übergabeerfordernis nicht erfüllt, entsteht kein Pfandrecht. Einige Stimmen aus der Rechtslehre gehen allerdings davon aus, dass sich die gescheiterte Pfandbestellung nach § 140 BGB in die Vereinbarung eines Zurückbehaltungsrechts umdeuten lässt.
Außerhalb des BGB wird das Übergabeerfordernis für bestimmte Bereiche modifiziert oder für entbehrlich erklärt. So tritt bei Registerpfandrechten, die etwa an Luftfahrzeugen bestellt werden, anstelle der Übergabe die Notierung der Verpfändung in einem Register. Bei der Verpfändung von Hofinventar wird nach Maßgabe des Pachtkreditgesetzes die Übergabe durch einen schriftlichen und beim Amtsgericht hinterlegten Verpfändungsvertrag ersetzt, damit der Hofbetreiber das Inventar weiter wirtschaftlich nutzen kann.

##### Voraussetzungen der Übergabe

Pfandsiegel

Die Übergabe setzt voraus, dass der Verpfänder seinen unmittelbaren Besitz an der verpfändeten Sache auf den Pfandgläubiger überträgt. Er muss seinen unmittelbaren Besitz vollständig verlieren, darf also keine Möglichkeit mehr haben, unmittelbar auf die Sache einzuwirken.
Die Übergabe kann durch Aushändigung der Pfandsache an den Verpfänder geschehen, ebenso durch Übergabe aller Schlüssel zu der Räumlichkeit, in dem sich die Pfandsache befindet. Behält der Verpfänder einen Schlüssel mit Wissen des Gläubigers, entsteht wegen des fortbestehenden unmittelbaren Besitzes kein Pfand. Behält der Eigentümer heimlich einen Schlüssel, steht dies der Verpfändung nach vorherrschender Ansicht nicht entgegen. Die Übergabe kann auch unter Einschaltung Dritter, etwa Geheißpersonen oder Besitzdiener (§ 855 BGB), vollzogen werden. Anstelle der Sache kann ein zugehöriges Traditionspapier übergeben werden, etwa ein Ladeschein (§ 444 HGB). Nicht ausreichend ist hingegen die Anbringung eines Pfandsiegels an der Pfandsache, da dieses die tatsächliche Möglichkeit des Verpfänders, auf die Sache einzuwirken, nicht berührt.

##### Übergabesurrogate
Ähnlich wie bei der Übereignung beweglicher Sachen nach § 929-§ 931 BGB kann die Übergabe durch andere Handlungen (sogenannte Übergabesurrogate) ersetzt werden.
So genügt gemäß § 1205 Abs. 1 S. 2 BGB spiegelbildlich zu § 929 S. 2 BGB die Einigung über die Pfandrechtbestellung, wenn der Pfandgläubiger die Pfandsache bereits unmittelbar oder mittelbar besitzt (brevi manu traditio). Schließlich ist der Zweck des Übergabeerfordernisses in diesem Fall bereits erfüllt.
Gemäß § 1205 Abs. 2 BGB kann die Übergabe einer Sache, die der Eigentümer etwa als Vermieter oder Verpächter im mittelbaren Besitz hat, dadurch ersetzt werden, dass dieser gemäß § 870 BGB seinen Herausgabeanspruch gegen den unmittelbaren Besitzer abtritt; dies stellt eine Parallele zu § 931 BGB dar. § 1205 Abs. 2 BGB setzt weiterhin – wie die Verpfändung eines Rechts nach § 1280 BGB – voraus, dass der Eigentümer der verpfändeten Sache seinem Besitzmittler die Verpfändung anzeigt. Hierdurch soll die Verpfändung für den Rechtsverkehr erkennbar werden. Bei der Anzeige handelt es sich um eine empfangsbedürftige Willenserklärung.
§ 1206 BGB sieht schließlich ein Übergabesurrogat vor, das keine Entsprechung beim Eigentumserwerb findet. Hiernach kann ein Pfandrecht auch dadurch bestellt werden, dass der Eigentümer dem Pfandgläubiger qualifizierten Mitbesitz an der Sache einräumt. In diesem Fall ist es ausnahmsweise nicht erforderlich, dass der Verpfänder seinen unmittelbaren Besitz vollständig aufgibt. Durch diese Regelung wollte der Gesetzgeber die Verpfändung von Warenlagern vereinfachen. Qualifizierter Mitbesitz besteht, wenn Pfandgläubiger und Verpfänder nur gemeinsam auf die verpfändete Sache unmittelbar zugreifen können. Er kann dadurch begründet werden, dass die Sache unter Mitverschluss des Gläubigers gestellt wird, etwa indem sie in einen Tresor eingeschlossen wird, der nur von Verpfänder und Pfandgläubiger gemeinsam geöffnet werden kann. Alternativ kann die Sache einem Dritten übergeben werden, der diese nur an Verpfänder und Pfandgläubiger gemeinsam herausgeben darf.
Keine Entsprechung findet § 930 BGB im Pfandrecht, wonach eine Sache dadurch übereignet werden kann, dass sich Veräußerer und Erwerber durch Vereinbarung eines Besitzkonstituts darauf einigen, dass der Veräußerer die Sache künftig für den Erwerber besitzt. Ein Pfandrecht kann auf diesem Weg nicht bestellt werden, da sein Bestehen andernfalls für den Rechtsverkehr nicht deutlich genug erkennbar wäre. Das Publizitätserfordernis ist beim Pfandrecht damit stärker als beim Eigentumsrecht ausgeprägt.

##### Auswirkungen des Publizitätserfordernisses in der Praxis
Die gesetzlichen Publizitätsanforderungen, insbesondere der Ausschluss der Verpfändung durch Besitzkonstitut, haben in der Rechtspraxis dazu geführt, dass das vertragliche Pfandrecht einen im Vergleich zu anderen Kreditsicherheiten geringen Anwendungsbereich besitzt: Dass der Besitz an der Sache auf den Pfandgläubiger übertragen werden muss, führt dazu, dass der Schuldner die Sache nicht nutzen kann, um die offene Forderung zu erfüllen. Insbesondere wenn der Schuldner aus wirtschaftlichen Gründen auf die Sache angewiesen ist, ist der Besitzwechsel aus Sicht des Pfandgläubigers daher unzweckmäßig. Deshalb entspricht es oft dem Interesse der Parteien, dass der Schuldner die Sache weiterhin besitzen und nutzen kann. Als Kreditsicherheit, die genau dies ermöglicht, hat sich in der Praxis die Sicherungsübereignung etabliert, bei der der Eigentümer sein Eigentum zur Sicherung einer Forderung auf den Gläubiger überträgt. Die Sicherungsübereignung hat die Pfandbestellung in vielen Anwendungsbereichen als Sicherungsmittel abgelöst.
In bestimmten Bereichen stellt das vertragliche Pfandrecht allerdings ein geläufiges Sicherungsmittel dar: Bei der Aufnahme von Kleinkrediten bei Pfandleihern sowie im Bankwesen, dort insbesondere bei Lombardkrediten. Auch Werkunternehmer lassen sich regelmäßig vertragliche Pfandrechte bestellen, um Schwächen des gesetzlichen Pfandrechts zu vermeiden.

#### Berechtigung und gutgläubiger Ersterwerb
Zur Pfandrechtsbestellung ist grundsätzlich nur der Eigentümer der verpfändeten Sache berechtigt. Dieser kann gemäß § 185 BGB einen Dritten hierzu ermächtigen.
Ein Nichtberechtigter kann ein vertragliches Pfandrecht gemäß § 1207 BGB nach Maßgabe der Vorschriften über den gutgläubigen Eigentumserwerb vom Nichtberechtigten bestellen. Diese Möglichkeit dient dem Schutz des Rechtsverkehrs, der oft nicht erkennen kann, ob der Verpfänder Eigentümer ist. Das hieraus folgende Schutzbedürfnis des Rechtsverkehrs gewichtet das Gesetz grundsätzlich stärker als das Eigentümerinteresse.
Der gutgläubige Pfanderwerb setzt voraus, dass der Verpfänder durch einen objektiven Rechtsschein legitimiert ist. Dieser besteht darin, dass der Verpfänder dem Pfandgläubiger die Sache übergibt oder ihm in sonstiger Weise den Besitz an der Sache verschafft.
Weiterhin muss der Pfandgläubiger gutgläubig sein. Dies trifft zu, wenn er den Verpfänder für den Eigentümer der Sache hält, ohne dessen fehlengrobdes Eigentum fahrlässig zu verkennen. Grob fahrlässig handelt, wer die im Verkehr erforderliche Sorgfalt in besonders schwerer Weise missachtet. Anders als beim Erwerb eines Kraftfahrzeugs ist es nicht notwendig, die Äußerungen des Verpfänders anhand des Fahrzeugbriefs zu kontrollieren, um dem Vorwurf grober Fahrlässigkeit zu entgehen. Im Handelsverkehr genügt es gemäß § 366 des Handelsgesetzbuchs (HGB), wenn der Pfandgläubiger davon ausgeht, der Verpfänder sei zur Pfandbestellung berechtigt, da es unter Kaufleuten gängig ist, Waren als Verfügungsberechtigter zu nutzen, etwa im Rahmen einer Verkaufskommission oder eines verlängerten Eigentumsvorbehalts.
Schließlich darf der gutgläubige Erwerb nicht nach § 935 Abs. 1 BGB ausgeschlossen sein. Der Eigentümer darf also seinen unmittelbaren Besitz an der Sache nicht unfreiwillig verloren haben. In diesem Fall bewertet das Gesetz das Eigentümerinteresse ausnahmsweise als schutzwürdiger als das Interesse des Rechtsverkehrs.

### Gesetzliches Pfandrecht

#### Entstehungsvoraussetzungen und Beispiele
In mehreren Fällen kann ein Pfandrecht auch ohne entsprechende Einigung kraft Gesetzes entstehen. Ein solches gesetzliches Pfandrecht wird durch die Verwirklichung seines gesetzlichen Tatbestands begründet. Diese Tatbestände lassen sich zwei Arten von Pfandrechten zuordnen: besitzgebundene und besitzlose.
Besitzgebunden sind Pfandrechte, deren Entstehung voraussetzt, dass der Pfandgläubiger Besitz an der Pfandsache erlangt. Hierzu zählen etwa das Pfandrecht des Werkunternehmers (§ 647 BGB), des Kommissionärs (§ 397 HGB) und des Frachtführers (§ 440 HGB). Das Werkunternehmerpfandrecht entsteht beispielsweise, wenn der Besteller dem Unternehmer zwecks Erfüllung des Werkvertrags den Besitz an einer Sache verschafft, deren Eigentümer er ist. So verhält es sich etwa, wenn eine Person ein Fahrzeug zur Reparatur an eine Werkstatt übergibt.
Besitzlose Pfandrechte können entstehen, ohne dass der Pfandgläubiger Besitz an der Pfandsache erlangt. Hierzu zählen etwa das Pfandrecht des Vermieters (§ 562-§ 562d BGB) und des Gastwirts (§ 704 BGB). Ihre Entstehung setzt allerdings voraus, dass die Pfandsache bewusst in den Machtbereich des Gläubigers eingebracht wird. Daher werden sie auch als Einbringungspfandrechte bezeichnet. Das Vermieterpfandrecht entsteht beispielsweise an Gegenständen, die im Eigentum des Mieters stehen, ins Mietobjekt eingebracht werden und in der Zwangsvollstreckung gepfändet werden dürfen.

#### Gutgläubiger Erwerb
§ 366 HGB bestimmt, dass bestimmte im HGB geregelte Pfandrechte, etwa das des Kommissionärs, gutgläubig erworben werden können. Die Voraussetzungen entsprechen denen des gutgläubigen Pfanderwerbs nach Maßgabe des BGB. Allerdings genügt bereits der gute Glaube an die Verfügungsberechtigung des Verpfänders.
Uneinigkeit besteht in der Rechtswissenschaft darüber, ob und in welchem Umfang Pfandrechte außerhalb des HGB gutgläubig erworben werden können. Gemäß § 1257 BGB finden auf das kraft Gesetzes entstandene Pfandrecht die Vorschriften über das vertragliche Pfandrecht entsprechende Anwendung. § 1257 BGB verweist damit unter anderem auf § 1207 BGB, der den gutgläubigen Erwerb eines vertraglichen Pfandrechts ermöglicht. Ob dieser Verweis den gutgläubigen Erwerb eines gesetzlichen Pfandrechts ermöglicht, ist in der Rechtswissenschaft umstritten:
Weitgehend Einigkeit besteht darüber, dass ein besitzloses Pfandrecht mangels eines ausreichenden Rechtsscheinträgers nicht gutgläubig erworben werden kann. So kann etwa ein Vermieter nicht gutgläubig ein Pfand an einer Sache erwerben, die nicht dem Mieter gehört.
Eine von der Rechtsprechung geteilte Ansicht verneint auch die Möglichkeit des gutgläubigen Erwerbs eines Besitzpfandrechts. Sie argumentiert damit, dass § 1257 BGB seinem Wortlaut nach nur für bereits entstandene Pfandrechte auf die Regeln des vertraglichen Pfandrechts verweist. Weiterhin spreche die Gesetzessystematik gegen den gutgläubigen Erwerb eines gesetzlichen Pfandrechts im BGB: Dass dieser im Handelsrecht ausdrücklich vorgesehen ist, zeige, dass der Gesetzgeber den gutgläubigen Erwerb als Ausnahme ansah, nicht aber als Regelfall. Dies gilt nach Ansicht der Rechtsprechung auch, wenn der Eigentümer der Sache mit der Bestellung des Pfandrechts einverstanden ist: Zum einen sei dieser für die Entstehung des gesetzlichen Pfandrechts nicht entscheidend, zum anderen würde hierdurch eine nicht im Gesetz vorgesehene Verpflichtungsermächtigung geschaffen.
Einige Stimmen aus der Rechtslehre halten dem entgegen, dass sich Interessenlage und Schutzbedürftigkeit des Gläubigers beim gesetzlichen besitzgebundenen Pfandrecht nicht von denen beim vertraglichen Pfandrecht unterscheiden. § 366 HGB lasse sich kein systematisches Argument gegen den gutgläubigen Erwerb entnehmen: der Gesetzgeber habe die Möglichkeit des gutgläubigen Erwerbs im BGB für selbstverständlich gehalten, weshalb er dort auf eine separate Regelung verzichtete.
Die praktische Bedeutung dieses Streits hält sich in Grenzen, da insbesondere Werkunternehmer sich in ihren AGB regelmäßig vertragliche Pfandrechte bestellen lassen, um einen gutgläubigen Erwerb zu ermöglichen. Die Rechtsprechung hält derartige Klauseln – entgegen Kritik aus dem Schrifttum – für wirksam.

### Pfändungspfandrecht
Das Pfändungspfandrecht entsteht gemäß § 804 Abs. 1 ZPO durch Pfändung einer Sache durch den Gerichtsvollzieher oder einer Forderung durch das Vollstreckungsgericht. Rechtsnatur und Entstehungsvoraussetzungen des Pfändungspfandrechts sind strittig. Nach der vorherrschenden gemischten Theorie setzt es voraus, dass der Schuldner Eigentümer des Gegenstands ist, dieser verstrickt ist und eine zu sichernde Forderung besteht. Gemäß § 804 Abs. 2 ZPO gibt das Pfändungspfandrecht seinem Inhaber die Rechte des Inhabers eines vertraglichen Pfandrechts.

## Übertragung des Pfandrechts

### Grundsatz
Der Gläubiger eines vertraglichen Pfandrechts kann sein Pfandrecht an Dritte nach Maßgabe des § 1250 BGB übertragen. Die Übertragung des Pfandrechts wird durch dessen strenge Akzessorietät bestimmt: Sie erfolgt gemäß § 1250 Abs. 1 S. 1 BGB durch Abtretung (§ 398 S. 1 BGB) der besicherten Forderung. Eine von der Forderung losgelöste Übertragung des Pfandrechts ist gemäß § 1250 Abs. 1 S. 2 BGB unwirksam. Vereinbart der Pfandgläubiger mit dem Erwerber, dass lediglich die Forderung übergehen soll, ordnet § 1250 Abs. 2 BGB aus diesem Grund das Erlöschen des Pfandrechts an.
Die Übertragung des Pfandrechts hat gemäß § 1251 Abs. 2 S. 1 BGB grundsätzlich zur Folge, dass der Erwerber die Pflichten des Veräußerers gegenüber dem Pfandgläubiger übernimmt. Der Veräußerer haftet nach § 1251 Abs. 2 S. 2 BGB für die Erfüllung der Pflichten als Bürge auf Schadensersatz. Dies gilt nicht, wenn die Forderung kraft Gesetzes übergeht – so etwa bei § 268 Abs. 3, § 426 Abs. 2 BGB oder auf Grundlage einer gesetzlichen Pflicht abgetreten wird – so etwa bei § 281 BGB.

### Gutgläubiger Zweiterwerb
Hat der Veräußerer kein Pfandrecht, stellt sich die Frage, ob er ein solches Recht an einen Gutgläubigen wirksam veräußern kann. Hierbei lassen sich zwei Fallgruppen unterscheiden:
Hat der Gläubiger keine Forderung, lehnt die überwiegende Ansicht die Möglichkeit des gutgläubigen Erwerbs ab, da die Übertragung einer nicht existenten Forderung ins Leere gehe. Anders als es im Hypothekenrecht mit § 1138 BGB der Fall ist, halte das Gesetz beim Pfand keine Regelung bereit, die den guten Glauben in diesem Fall schützt. Nach abweichender Ansicht ist ein gutgläubiger Erwerb in den Fällen möglich, in denen das Gesetz einen gutgläubigen Forderungserwerb vorsieht.
Hat der Gläubiger eine Forderung, ist ein gutgläubiger Erwerb nach überwiegender Ansicht ebenfalls ausgeschlossen: Zum einen gehe das Pfandrecht nicht durch Rechtsgeschäft über, sondern kraft gesetzlicher Anordnung, sodass die Gutglaubensvorschriften ihrem Zweck nach nicht anwendbar seien. Zum anderen fehle es an einem hinreichenden Rechtsschein für die Berechtigung des Veräußerers; der Besitz an der Pfandsache besitzt nach § 1250 BGB keine Bedeutung für die Übertragung des Pfandrechts. Teilweise wird demgegenüber vertreten, dass die Übergabe der Pfandsache einen Rechtsschein darstellt, der den gutgläubigen Erwerb rechtfertige.

## Schutz des Pfands
Nach der Bestellung des Pfandrechts hat der Pfandgläubiger ein Interesse daran, die Pfandsache vor wertmindernden Beeinträchtigungen zu schützen, um ihre gegebenenfalls erforderliche Verwertung nicht zu gefährden.
Um dem Pfandgläubiger den Schutz des Pfandrechts zu erleichtern, gibt § 1227 BGB diesem einige Abwehrrechte, durch die er die Sache ähnlich wie ein Eigentümer schützen kann. So kann er etwa von Dritten Herausgabe der Pfandsache nach § 985 BGB fordern. Störungen des Pfands kann er über § 1004 BGB abwehren. Der besitzende Pfandgläubiger kann zudem possessorische und petitorische Besitzschutzansprüche geltend machen. Bei Beschädigung der Pfandsache kann der Pfandgläubiger zudem Schadensersatz vom Schädiger fordern, etwa aus Deliktsrecht und aus dem Eigentümer-Besitzer-Verhältnis.
Im Verhältnis zwischen Pfandgläubiger und Verpfänder begründet der Verpfändungsvertrag eine rechtliche Sonderbeziehung. Deren Inhalt konkretisiert das Gesetz, indem es dem Pfandgläubiger mehrere Sorgfaltspflichten im Umgang mit der Pfandsache auferlegt. Den Parteien steht es frei, diese Pflichten abzubedingen oder weitere Pflichten zu vereinbaren. So muss der Pfandgläubiger die Pfandsache gemäß § 1215 BGB verwahren. Er darf diese nur gebrauchen, wenn er mit dem Verpfänder eine diesbezügliche Regelung nach Maßgabe des § 1213 BGB trifft. Dann entsteht ein Nutzungspfand (Antichrese). § 1216 BGB gibt dem Pfandgläubiger einen Anspruch auf Ersatz von Verwendungen auf die Pfandsache nach Maßgabe des Rechts der Geschäftsführung ohne Auftrag. Verletzt der Pfandgläubiger eine Pflicht aus dem Verpfändungsvertrag, kann der Verpfänder diesen abmahnen. Bleibt dies erfolglos, kann er gemäß § 1217 Abs. 1 BGB verlangen, dass das Pfand auf Kosten des Pfandgläubigers hinterlegt oder an einen gerichtlich bestellenten Verwahrer übergeben wird.
Erlischt das Pfandrecht, hat der Verpfänder gegen den Pfandgläubiger einen Anspruch auf Herausgabe der Pfandsache aus § 1223 Abs. 1 BGB. Ein weiterer Herausgabeanspruch folgt aus § 1254 BGB. Hiernach können Eigentümer und Verpfänder die Sache herausverlangen, wenn die Durchsetzung des Pfands durch eine Einrede dauerhaft gehemmt ist.

## Pfandverwertung

### Ablauf

#### Verkauf ohne Titel
Das Pfandrecht wird gemäß § 1228 Abs. 1 BGB durch Verkauf der Pfandsache verwertet. Dies ist möglich, sobald Pfandreife eintritt. Hierzu kommt es gemäß § 1228 Abs. 2 S. 1 BGB grundsätzlich, wenn die besicherte Forderung fällig wird. § 1233 BGB unterscheidet zwischen dem Pfandverkauf mit Titel und ohne Titel. Den gesetzlichen Regelfall stellt der Verkauf ohne Titel dar. Hierbei wird der verpfändete Gegenstand gemäß § 1235 Abs. 1 BGB durch eine hierzu befugte Person öffentlich versteigert. Durch dieses Verfahren soll ein möglichst hoher Erlös erzielt werden. Ort und Zeit der Versteigerung müssen nach § 1237 S. 1 BGB öffentlich bekanntgegeben werden; im Regelfall erfolgt dies durch Zeitungsanzeige. Sachen, die überwiegend aus Gold oder Silber bestehen, dürfen gemäß § 1240 Abs. 1 BGB nicht unter dem gegenwärtigen Kurs des jeweiligen Edelmetalls versteigert werden.
Die genannten Voraussetzungen müssen gemäß § 1243 Abs. 1 S. 1 BGB erfüllt sein, damit ein Pfandverkauf rechtmäßig ist. Einige weitere Vorgaben, die das Gesetz macht, lassen die Rechtmäßigkeit des Verkaufs unberührt. Ihre schuldhafte Verletzung führt jedoch gemäß § 1243 Abs. 2 BGB zu einer Haftung des Gläubigers auf Schadensersatz. So soll er etwa gemäß § 1234 Abs. 1 BGB den Pfandverkauf dem Eigentümer androhen. Der Verkauf soll nach § 1234 Abs. 2 BGB frühestens einen Monat hiernach erfolgen. Beide Regeln bringen zum Ausdruck, dass der Pfandverkauf ultima ratio ist. Weiterhin erfolgt die Versteigerung gemäß § 1236 BGB grundsätzlich an dem Ort, an dem sich die Pfandsache befindet.
Hat der verpfändete Gegenstand einen Börsen- oder Marktpreis, kann er auch durch einen Handelsmakler (§ 93 HGB) gemäß § 1235 Abs. 2, § 1221 BGB freihändig verkauft werden. Der Gläubiger darf zwischen Versteigerung und freihändigem Verkauf frei wählen, er muss sich allerdings für die profitabelste Variante entscheiden.

#### Verkauf mit Titel
Alternativ zur Verwertung nach § 1235 BGB kann der Pfandgläubiger aus einem vollstreckbaren Titel gegen den Eigentümer vorgehen, der auf Duldung der Verwertung der Pfandsache lautet. Dies ermöglicht ihm, den Pfandgegenstand nach Maßgabe der Vorschriften über die Zwangsvollstreckung wegen Geldforderungen in bewegliche Sachen zu verkaufen. Dann kommt es zur Versteigerung durch den Gerichtsvollzieher. In der Praxis ist dieses Verfahren von Bedeutung, wenn der Eigentümer Einwendungen gegen den Verkauf erhebt, deren Unbegründetheit der Gläubiger in einem Gerichtsverfahren feststellen lässt.

#### Verwertung nach Vereinbarung
Eigentümer und Pfandgläubiger steht es gemäß § 1245 Abs. 1 S. 1 BGB schließlich frei, vom gesetzlich vorgegebenen Verwertungsverfahren abzuweichen.

### Folgen eines rechtmäßigen Pfandverkaufs
Durch den Zuschlag bei der Versteigerung schließt der Pfandgläubiger einen Kaufvertrag mit dem Höchstbietenden. Im Anschluss übereignet er die Sache an diesen nach Maßgabe der allgemeinen Vorschriften. Gemäß § 1242 Abs. 1 S. 1 BGB verfügt der Pfandgläubiger hierbei als Berechtigter. § 1242 Abs. 2 BGB ordnet an, dass Rechte Dritter an der Sache erlöschen; der Höchstbietende erwirbt also lastenfreies Eigentum.
Die Rechtslage am Erlös beurteilt sich nach der Höhe der Forderung: Soweit er zur Befriedigung der besicherten Forderung und der Verwertungskosten erforderlich ist, erwirbt der Pfandgläubiger Eigentum hieran. Soweit der Erlös die Forderung übersteigt, erwerben Pfandgläubiger und Verpfänder Miteigentum am Erlös: der Verkäufer erwirbt rechtsgeschäftlich einen Miteigentumsteil, der Eigentümer mittels dinglicher Surrogation nach § 1247 S. 2 BGB.
Sind Schuldner und Eigentümer identisch, erlischt die besicherte Forderung gemäß § 1247 S. 1 BGB durch Erfüllung. Andernfalls erwirbt der Eigentümer entsprechend § 1225 S. 1 BGB die Forderung gegen den Schuldner.
Weist die Pfandsache einen Mangel auf, haftet der Pfandgläubiger gegenüber dem Erwerber als Verkäufer aus Gewährleistungsrecht. § 445 BGB begrenzt allerdings die Haftung des Verkäufers, wenn die Pfandsache im Rahmen einer öffentlichen Versteigerung als Pfand verkauft wird. Hiernach haftet der Verkäufer nur, wenn er einen Mangel arglistig verschwiegen oder eine Beschaffenheitsgarantie übernommen hat. Diese Vorschrift bezweckt nach vorherrschender Auffassung den Schutz des Verkäufers vor einer Gewährleistungshaftung, da er den Kaufgegenstand im Regelfall nicht kennt und daher ihren Zustand nicht beurteilen kann.

### Folgen eines unrechtmäßigen Pfandverkaufs
Hat der Veräußerer kein Pfandrecht oder veräußert er das Pfand unter Missachtung zwingender Verfahrensvorschriften, kann der Käufer nach Maßgabe des § 1244 BGB gutgläubig Eigentum an der Sache erwerben. Das setzt voraus, dass ein Gutglaubenstatbestand der §§ 932–934 BGB vorliegt und der Erwerber gutgläubig in Bezug auf die Verwertungsbefugnis des Veräußerers ist. § 1244 BGB verweist nicht auf § 935 BGB, weshalb auch eine abhandengekommene Sache gutgläubig erworben werden kann.
Wem der Erlös aus der Verwertung gebührt, richtet sich danach, aus welchem Grund der Veräußerer nicht zur Verwertung berechtigt war: Sofern das Pfandrecht nicht bestand, gebührt der Erlös allein dem Verpfänder, da der Pfandgläubiger materiell kein Anrecht darauf hat. Wenn dagegen lediglich eine Verfahrensvorgabe missachtet wurde, steht der Erlös nach überwiegender Ansicht dem Gläubiger zu.

### Verfallsklausel
§ 1229 BGB erklärt Vereinbarungen für nichtig, kraft derer Pfandgläubiger und Eigentümer vereinbaren, dass ersterer mit Eintritt der Pfandreife Eigentum an der verpfändeten Sache erwirbt. Eine solche Vereinbarung ist erst mit Eintritt der Pfandreife zulässig. Diese Rechtsnorm will den Verpfänder davor schützen, dass er in Erwartung der Erfüllung der besicherten Forderung leichtfertig die Gefahr des Eigentumsverlusts eingeht.

### Mehrheit von Pfandrechten
An einer Sache können mehrere Gläubiger ein Pfand und damit ein Verwertungsrecht erwerben. Geschieht dies, stehen die Pfandrechte in einem Rangverhältnis zueinander, das gemäß § 1209 BGB grundsätzlich durch das Prioritätsprinzip bestimmt wird. Beim Aufeinandertreffen zweier Pfandrechte genießt also das ältere Vorrang. Umgekehrt verhält es sich gemäß § 442 HGB im Verhältnis zwischen bestimmten gesetzlichen Pfandrechten nach dem HGB. Erlischt ein vorrangiges Pfandrecht, rücken die nachrangigen auf.
Das Rangverhältnis bestimmt gemäß § 1232 S. 1 BGB die Reihenfolge, in der die Gläubiger befriedigt werden. Ein nachrangiger Pfandgläubiger kann daher nur dann auf die Sache zugreifen, wenn der vorrangige Pfandgläubiger den Pfandverkauf betreibt.
Ist der Erwerber eines Pfandrechts gutgläubig in Bezug auf das Fehlen vorrangiger fremder Pfandrechte, erhält sein Pfandrecht gemäß § 1208 BGB den Vorrang gegenüber den bestehenden Pfandrechten. Diese Regelung weist Parallelen zu § 936 BGB beim Eigentumserwerb auf.

### Einreden gegen die Verwertung
Ist der Verpfänder zugleich Schuldner der Forderung, kann er aufgrund der Akzessorietät des Pfandrechts gegen die Pfandverwertung die Einreden erheben, die ihm gegen die Forderung zustehen. So kann er etwa geltend machen, dass die besicherte Forderung bereits erfüllt ist. Auch wenn Verpfänder und Schuldner auseinanderfallen, kann sich ersterer gemäß § 1211 Abs. 1 S. 1 BGB mit den Einreden des Schuldners verteidigen und gegen die Verwertung der Pfandsache vorgehen. Zudem kann er sich damit verteidigen, dass das Pfandrecht nicht besteht, etwa weil es nicht wirksam bestellt worden ist. Weiterhin kann der Verpfänder die Einreden erheben, die einem Bürgen nach § 770 BGB zustehen. So kann er geltend machen, dass der Schuldner die Forderung durch Anfechtung des Rechtsgeschäfts vernichten kann; über den Wortlaut des § 770 BGB hinausgehend erfasst dies auch andere Gestaltungsrechte. Weiterhin kann er einwenden, dass sich der Gläubiger durch Aufrechnung gegenüber dem Schuldner befriedigen kann. Verzichtet der Schuldner auf Einreden, hindert dies den Verpfänder gemäß § 1211 Abs. 2 BGB nicht daran, diese geltend zu machen.
Gemäß § 1211 Abs. 1 S. 2 BGB kann sich der Verpfänder nicht darauf berufen, dass im Fall des Todes des Schuldners dessen Erbe lediglich beschränkt haftet. Nach § 216 Abs. 1 BGB kann der Verpfänder die Befriedigung des Gläubigers aus dem Pfandrecht weiterhin nicht mit dem Argument verhindern, dass die besicherte Forderung verjährt ist. Dies gilt gemäß § 216 Abs. 3 BGB nicht für Ansprüche auf Zinsen und andere wiederkehrende Leistungen.
Stirbt der persönliche Schuldner, kann sich der Verpfänder aber gemäß § 1211 Abs. 1 S. 2 BGB nicht darauf berufen, dass der Erbe des Schuldners nur beschränkt haftet. Schließlich verwirklicht sich dann das Risiko des Zahlungsausfalls des Schuldners, wovor die Verpfändung den Gläubiger schützen soll.

## Erlöschen des Pfandrechts

### Tilgung der besicherten Forderung und Konsolidation
Das Pfandrecht erlischt gemäß § 1252 BGB, wenn die besicherte Forderung erlischt. Dies kann insbesondere durch Erfüllung (§ 362 BGB) in Folge einer freiwilligen Leistung des Schuldners geschehen.
Fallen Verpfänder und Schuldner auseinander, dürfen beide den Gläubiger befriedigen. Erfüllt der Verpfänder in diesem Fall die Forderung, erlischt diese nicht, sondern geht gemäß § 1225 S. 1 BGB durch Legalzession auf ihn über. Dies ermöglicht ihm, den Schuldner in Regress zu nehmen. Wegen der Akzessorietät des Pfandrechts erwirbt der Verpfänder auch dieses. Ist der Verpfänder zugleich Eigentümer der verpfändeten Sache, kommt es infolgedessen zur Konsolidation. Diese führt gemäß § 1256 Abs. 1 Satz 1 BGB regelmäßig zum Erlöschen des Pfandrechts. Hierzu kommt es nach § 1256 Abs. 1 Satz 2 BGB ausnahmsweise nicht, wenn die besicherte Forderung mit dem Recht eines Dritten (etwa einem Nießbrauch) belastet ist. Hat der Eigentümer ein rechtliches Interesse am Fortbestand des Pfandrechts, wird dessen Fortbestehen gemäß § 1256 Abs. 2 BGB fingiert.
Ist der Eigentümer nicht Verpfänder, darf auch er den Pfandgläubiger gemäß § 1249 S. 1 BGB befriedigen, sobald der Schuldner die besicherte Forderung erfüllen darf. Übt er dieses Ablösungsrecht aus, erwirbt er die besicherte Forderung. Abweichend von § 1256 Abs. 1 S. 1 BGB kann auch das Pfandrecht auf ihn übergehen und in seiner Person bestehen bleiben. Denn ein rechtliches Interesse des Eigentümers am Aufrechterhalten des Pfandrechts besteht insbesondere, wenn Dritte nachrangige dingliche Rechte am Pfandgegenstand haben: Würde das vorrangige Pfandrecht erlöschen, verbesserte sich der Rang der nachrangigen Rechte. Behält der Eigentümer dagegen das vorrangige Pfandrecht, gibt ihm dies auch den Vorrang in der Verwertung. Zur Befriedigung des Pfandgläubigers gemäß § 1249 S. 1 BGB sind auch andere Inhaber dinglicher Rechte berechtigt, etwa Nießbraucher.
Verpfänden mehrere ihre Sachen zur Besicherung einer Forderung und befriedigt einer von ihnen den Gläubiger, kann er die übrigen Verpfänder nach überwiegender Ansicht analog § 774 Abs. 2, § 426 BGB in Regress nehmen. Ist der Gläubiger durch ein Pfand und durch eine andere Kreditsicherheit, etwa eine Bürgschaft, geschützt, könnte der zuerst Leistende den anderen Sicherungsgeber in voller Höhe in Regress nehmen. Dies wird allgemein als nicht sachgerecht erfunden, da die Regressmöglichkeiten davon abhingen, wer zufällig zuerst leistet. Dies hätte einen Wettlauf der Sicherungsgeber zur Folge. Während für das Zusammentreffen des Pfands mit einer Bürgschaft teilweise vertreten wird, dass der Bürge wegen seiner besonders großen Gefahr der persönlichen Haftung gegenüber dem Verpfänder zu privilegieren ist, wird nach vorherrschender Ansicht der Regressanspruch des zuerst Leistenden unabhängig von der Art der Sicherungsmittel anteilig gekürzt.

### Weitere Erlöschensgründe
Gemäß § 1253 Abs. 1 S. 1 BGB erlischt das Pfandrecht, wenn der Pfandgläubiger die Sache bewusst an den Eigentümer oder den Verpfänder zurückgibt, da ohne Besitz des Gläubigers an der Pfandsache kein Pfandrecht bestehen kann. § 1253 Abs. 1 S. 2 BGB stellt klar, dass diese Rechtsfolge nicht zur Disposition der Beteiligten steht.
Das Pfandrecht erlischt weiterhin, wenn die verpfändete Sache untergeht.
Ferner kann der Pfandgläubiger durch einseitige Willenserklärung gemäß § 1255 Abs. 1 BGB auf das Pfandrecht verzichten. Die Allgemeinen Geschäftsbedingungen der Kreditinstitute sehen einen Anspruch des Verpfänders auf die Abgabe der Verzichtserklärung vor, wenn der Pfandgläubiger übersichert ist, wenn der Wert seiner Kreditsicherheiten also die besicherte Forderung deutlich übersteigen.

## Besonderheiten des Pfandrechts an einem Recht
Das Pfandrecht an einem Recht berechtigt den Pfandgläubiger dazu, das Recht in begrenztem Umfang anstelle des Verpfänders auszuüben. Diese Form des Pfandrechts besitzt in der Praxis zwar keine allzu große Bedeutung, ist allerdings verbreiteter als das Sachpfand. So lassen sich etwa Banken regelmäßig ein Pfand an gegenwärtigen und künftigen Forderungen ihres Schuldners einräumen, um ihre Ansprüche gegen den Kunden zu besichern.
Gemäß § 1273 Abs. 2 BGB richtet sich die rechtliche Behandlung des Pfands an einem Recht grundsätzlich nach den Vorschriften über das Pfandrecht an beweglichen Sachen, soweit diese sachgerecht anwendbar sind.
Ein Pfandrecht kann gemäß § 1274 Abs. 2 BGB grundsätzlich an jedem Recht bestellt werden, das auf den Pfandgläubiger übertragen werden kann. Dies trifft etwa auf Grundschulden, Anteile an einer GmbH und Anwartschaftsrechte zu. Kein Rechtspfand kann am Eigentumsrecht bestellt werden, da dies einem Sachpfand entspräche. Die Bestellung eines Pfands an einem Recht setzt wie das Sachpfand voraus, dass eine zu sichernde Forderung besteht, sich die Parteien über die Verpfändung einigen und der Verpfänder durch Pfandbestellung berechtigt ist. Im Übrigen richtet sich die Pfandbestellung gemäß § 1274 Abs. 1 S. 1 BGB nach den Vorschriften zur Übertragung des zu verpfändenden Rechts. Ist hiernach etwa die Übergabe einer Sache erforderlich, bedarf es dieser zur Pfandrechtsbestellung. Kann die Forderung durch Abtretung übertragen werden, muss der Gläubiger die Verpfändung dem Schuldner gemäß § 1280 BGB anzeigen. Die letztgenannte Voraussetzung, die aus dem Publizitätsprinzip herrührt, hat in der Rechtspraxis dazu geführt, dass Parteien häufig anstelle einer Verpfändung eine Sicherungsabtretung vornehmen, da diese keine Anzeige voraussetzt.
Die Verwertung des Rechtspfands erfolgt durch Zwangsvollstreckung. Daher erfordert sie gemäß § 1277 S. 1 BGB grundsätzlich einen vollstreckbaren Titel, der den Rechtsinhaber dazu verpflichtet, die Verwertung durch den Pfandgläubiger zu dulden. Keines Titels bedarf es bei der Verpfändung einer Forderung, dem praktisch bedeutendsten Anwendungsfall der Rechtspfändung. Stattdessen gestaltet sich die Verwertung wie folgt: Vor Pfandreife muss der Forderungsschuldner gemäß § 1281 BGB an Rechtsinhaber und Pfandgläubiger gemeinschaftlich leisten. Leistet er auf die Forderung, wird der Forderungsgläubiger Eigentümer der Leistung, der Pfandgläubiger erwirbt ein Pfandrecht hieran. Ab Eintritt der Pfandreife darf gemäß § 1282 Abs. 1 BGB allein der Pfandgläubiger die Forderung einziehen. Leistet der Schuldner Geld, erwirbt der Pfandgläubiger hieran Eigentum, wodurch seine Forderung gegen den Verpfänder erfüllt wird. Leistet der Schuldner eine Sache, entspricht die Rechtslage der, die bereits vor Pfandreife besteht. Banken setzen ihr Pfandrecht an Forderungen des Schuldners im Regelfall mithilfe einer Kontensperre durch, kraft derer der Schuldner sein Konto nicht mehr belasten kann.

## Irreguläres Pfand und Flaschenpfand
Als irreguläres oder unregelmäßiges Pfand (pignus irregulare) wird eine Rechtsbeziehung bezeichnet, die zwar Parallelen zum Pfandrecht aufweist, dennoch kein Pfand im Rechtssinn darstellt. Anders als beim regulären Pfand schuldet der Pfandgläubiger nicht die Herausgabe der vom Verpfänder überlassenen Sache, sondern lediglich Herausgabe eines vergleichbaren Gegenstands. Auf das irreguläre Pfand finden die Pfandvorschriften entsprechende Anwendung. In der Rechtspraxis ist das irreguläre Pfand als Barkaution verbreitet.
Beim Flaschenpfand erkennt die Rechtsprechung unterschiedliche rechtliche Gestaltungen an: Kennzeichnet der Hersteller seine Flasche individuell, bleibt er auch nach dem Verkauf an Händler und Endverbraucher deren Eigentümer. Das Flaschenpfand sichert seinen Anspruch auf Herausgabe der Flasche als Kaution. Fehlt es an einer Individualisierung, erwerben zunächst der Händler, im Anschluss der Endverbraucher Alleineigentum an der Flasche. Das Flaschenpfand stellt dann den Preis dar, zu dem die Flasche zurückerworben wird. Die rechtliche Deutung dieser Vertriebswege ist umstritten; teilweise wird es als irreguläres Pfandrecht gedeutet, teilweise als vorweg geleisteter Schadensersatz. Einigkeit besteht jedenfalls darin, dass das Flaschenpfand kein Pfand im Rechtssinn darstellt.

## Internationales Privatrecht
Weist ein Pfandrecht einen Bezug zu mehreren Rechtsordnungen auf, stellt sich die Frage, welches Sachrecht Anwendung findet. Dies beurteilt sich nach den Regeln des internationalen Privatrechts. Beim Sachpfand ist gemäß Art. 43 Abs. 1 des Einführungsgesetzes zum Bürgerlichen Gesetzbuche (EGBGB) das Recht des Staats anwendbar, in dem sich die Sache befindet (lex rei sitae). Beim Pfand an einem Recht richtet sich das anwendbare Sachrecht nach dem Sachrecht, das auf das verpfändete Recht anwendbar ist.

## Rechtslage in anderen Staaten
In Österreich ist das Pfandrecht in § 447 – § 471 ABGB geregelt. Diese Vorschriften weisen große Parallelen zum deutschen Recht auf. Das Pfandrecht ist ein beschränkt dingliches akzessorisches Recht, das durch Besicherung einer Forderung an Sachen und Rechten bestellt wird. Es erlaubt seinem Inhaber, sich durch Verwertung des verpfändeten Gegenstands zu befriedigen.
In der Schweiz ist das Pfand in Art. 884 – Art. 915 des Zivilgesetzbuchs geregelt. Auch dort weist die Rechtslage große Parallelen zu der in Deutschland auf.
Das Niederländische Zivilrecht normiert das Pfand als pand in Art. 3: 227 bis Art. 3: 259 des Burgerlijk Wetboek. Anders als in Deutschland setzt die vertragliche Bestellung eines Pfandrechts nicht zwingend voraus, dass der Gläubiger den Besitz an der Pfandsache erlangt. Dieses besitzlose Pfand wurde 1992 eingeführt und sollte die Sicherungsübereignung ablösen.